# Hun Hunshi Hunshilal
Hun Hunshi Hunshilal (gujarati : હું હુંશી હુંશીલાલ ; titre anglais : Love in the Time of Malaria) est un film musical indien de satire politique en langue gujarati réalisé par Sanjiv Shah et sorti en 1992,.

## Synopsis
Dans le royaume de Khojpuri, le roi Bhadrabhoop II (Mohan Gokhale) est agacé par les moustiques (qui symbolisent les classes moyennes et inférieures). Dans le petit village de Doongri, Hunshi est le fils d'un médecin. Une fois adulte, il adopte un nom plus respectable : Hunshilal (Dilip Joshi). Hunshilal s'installe à Khojpuri et travaille au Queen's Lab, un laboratoire qui vise à éradiquer le problème des moustiques une bonne fois pour toutes. Au laboratoire, il tombe amoureux d'une collègue scientifique, Parveen (Renuka Shahane).

## Distribution
- Dilip Joshi : Hunshilal
- Renuka Shahane : Parveen
- Manoj Joshi (en)
- Mohan Gokhale (en) : le roi Bhadrabhoop II de Khojpuri
- Arvind Vaidya : l'adjoint au roi

## Bande originale
Le film comporte 45 chansons, composées en deux jours par Rajat Dholakia (en).